# Hoplodrina rufescens
Hoplodrina rufescens är en fjärilsart som beskrevs av Barend J. Lempke 1942. Hoplodrina rufescens ingår i släktet Hoplodrina och familjen nattflyn. Inga underarter finns listade i Catalogue of Life.